# فوكر
فوكر Fokker هو صانع طائرات هولندي اختفى من السوق سنة 1996.

## تاريخ
احدثت شركة فوكر رسميا في 21 يوليو 1919 من قبل الهولندي أنتوني فوكر, أحد ابرز الرواد لأوائل للطيران.
قبل 20 سنة قام فوكر بصنع أول طائرة هولندية تطير في هولندا وسماها سبين Spin (العنكبوت). في 1912, اسس شركته فوكر ايروبلانبو في برلين بألمانيا. ثم انتقلت هذه الأخيرة إلى مدينة شفيرين.
هناك قام فوكر بإنتاج الطائرات للقوات المسلحة الألمانية خلال الحرب العالمية الأولى واجبر على العمل مع المهندس هوقو جونكرز من قبل الحكومة الألمانية. وذاع صيته بطائراته مثل ال فوكر Dr.I وال فوكر D.VII التي زودت بنظام يمكن الطيار من استعمال الرشاش عبر المروحة دون اعطابها.
في 1919, انفصل فوكر عن هوقو جونكرز وعاد إلى هولندا لإنشاء شركته الخاصة. ومن هناك اهتم انتوني فوكر بالطائرات التجارية والمدنية، عوضا عن العسكرية رغم أنه استمر بإنتاجها حتى الحرب العالمية الثانية.

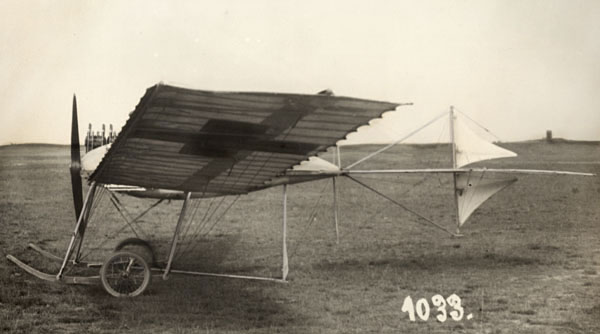
أول طائرة فوكر الفوكر سبين

اميليا ايرهارت, أول امراة عبرت المحيط الأطلسي قامت بذلك بطائرة فوكر.
في ديسمبر 1939, توفي انتوني فوكر في الولايات المتحدة اين تم أحداث الفرع الأمريكي من شركته.
مصانع فوكر في هولندا تم تدميرها بالكامل خلال الحرب العالمية الثانية وانشئ مصنع جديد بالقرب من مطار شيبول قرب امستردام, في 1951 تم صنع بعض الطائرات بع تحت الترخيص كاللوكهيد F-104 ستارفايتر. وتم أحداث مركز خدمات واخر قرب وانسدراشت.
في 1958, تم عرض الفوكر إف27 فريند شيب وأصبحت طائرة الخطوط المدنية الأكثر بيعا المستعملة للتوربوبروب (حوالي 800 نسخة بيعت بين 1958 و 1986). لحق بهذه الطائرة كل من الفوكر F28، فوكر F50، فوكر F70 والفوكر F100.
في 1969, تحالفت شركة فوكر مع شركة فراينيجت فلوقتشناتشي واركي الموجودة ببرام (مدينة).في 1974 وكالة الفضاء الاوربية حددت التجمع المدار من قبل فوكر لصنع مكونات لصالح سبايسلاب.
في 1996, حلت شركة فوكر ولكن بعض الانشطة استمرت. الجزء الفضائي استقل بصورة كاملة وأصبح يعرف اليوم بدوتش سبايس. الاجزاء الأخرى من الشركة تولتها ستورك ان.في. المعروفة اليوم تحت اسم ستورك ايروسبايس قروب. ستروك فوكر توجد للاهتمام بطائرات الشركة التي تستمر في الخدمة.

## طائرات
- فوكر إف الثانية
- فوكر إف الثالثة
- فوكر C.X
- فوكر E.III
- فوكر Dr.I
- فوكر D.VII
- فوكر إف27 فريند شيب
- فوكر F28 فولوشيب
- فوكر F50
- فوكر 70
- فوكر 100